# All-news
All-news (dall'inglese tutte le notizie) è una tipologia di emittente televisiva o radiofonica che trasmette solo programmi d'informazione.
Un'emittente di questo tipo trasmette ininterrottamente telegiornali e programmi d'approfondimento, anche in diretta al fine di ridurre il gap evento-notizia e, conseguentemente, di liberare lo spettatore dai rigidi vincoli temporali imposti dai palinsesti delle reti televisive generaliste.
Il primo canale all-news al mondo fu la Cable News Network, nota con l'acronimo CNN, e venne fondato negli Stati Uniti d'America nel 1980. In Italia il primo fu Rai News24, nato nel 1999, seguito presto da altri come Sky TG24, TGcom24 e TG Norba 24.